# Hypseleotris regalis
Hypseleotris regalis är en fiskart som beskrevs av Douglass Fielding Hoese och Allen 1982. Hypseleotris regalis ingår i släktet Hypseleotris och familjen Eleotridae. IUCN kategoriserar arten globalt som nära hotad. Inga underarter finns listade i Catalogue of Life.